# Quail Island (ö i Australien, Northern Territory)
Quail Island är en ö i Australien. Den ligger i territoriet Northern Territory, omkring 45 kilometer väster om territoriets huvudstad Darwin. Arean är 0,72 kvadratkilometer. Den sträcker sig 1,2 kilometer i nord-sydlig riktning, och 1,3 kilometer i öst-västlig riktning.
Savannklimat råder i trakten. Genomsnittlig årsnederbörd är 1 887 millimeter. Den regnigaste månaden är januari, med i genomsnitt 539 mm nederbörd, och den torraste är augusti, med 1 mm nederbörd.